# Philharmonie de Saint-Pétersbourg

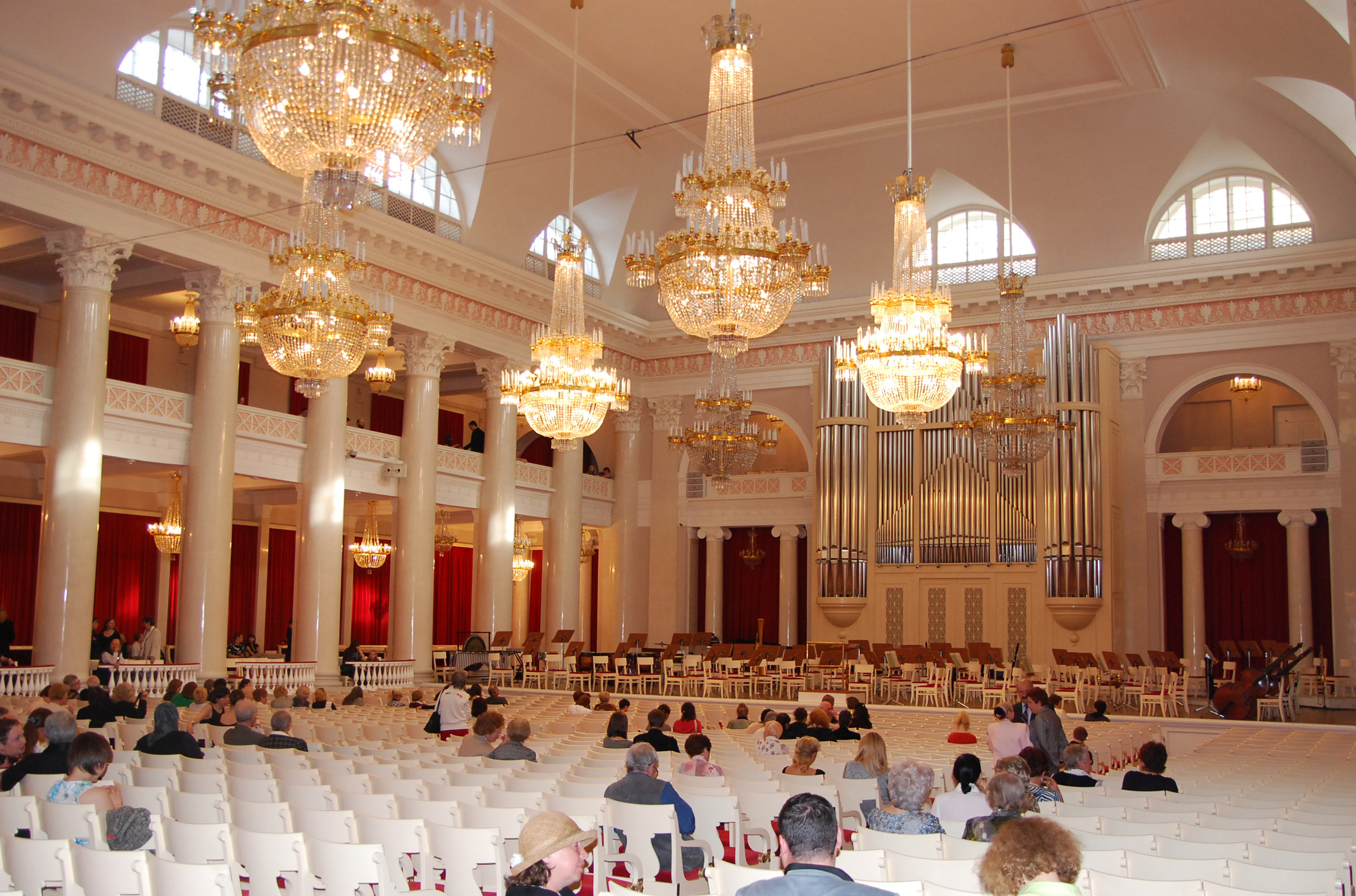
La grande salle de la Philharmonie de Saint-Pétersbourg.

La Philharmonie de Saint-Pétersbourg (en russe : Санкт-Петербургская филармония) est une société de musique située à Saint-Pétersbourg en Russie et le nom du bâtiment où elle est logée. La grande salle (Bolchoï Zal) est l'un des lieux de concerts les plus connus de Russie. Il existe également un autre bâtiment de la Philharmonie de Saint-Pétersbourg : Malii Zal (petite salle), qui est situé en centre-ville, au 30 de la perspective Nevski, dans la maison Engelhardt. Le métro le plus proche est Nevski prospekt.
La société accueille désormais deux célèbres orchestres symphoniques : l'Orchestre philharmonique de Saint-Pétersbourg et l'Orchestre symphonique académique de Saint-Pétersbourg.

## Histoire
- Création de la Philharmonie de Saint-Pétersbourg en 1802.
- Le bâtiment actuel est achevé en 1839. Architecte : P. Jacot ; conception de la façade de : C. Rossi[1].
- La société accueille désormais deux célèbres orchestres symphoniques :
  - Orchestre philharmonique de Saint-Pétersbourg
  - Orchestre symphonique académique de Saint-Pétersbourg

## Emplacement
La Philharmonie de Saint-Pétersbourg est située dans un grand complexe de bâtiments, accessible par la Perspective Nevsky vers Mikhailovskaya. Son entrée est du côté place de la culture.

## Grande salle
Le Bolchoï Zal (en russe : Большой зал, c'est-à-dire « Grande salle ») a une capacité de 1 500 places. C'est l'une des plus connues des salles de concert en Russie. Franz Liszt, Hector Berlioz, Richard Wagner, Antonin Dvorak, Jean Sibelius, Claude Debussy, Richard Strauss, Serge Rachmaninov, Serge Prokofiev, Dmitri Chostakovitch, Alexandre Scriabine, Gustav Mahler, Anton Rubinstein, Clara Schumann, Pauline Viardo, Pablo de Sarasate, Arnold Schoenberg, Igor Stravinsky, Béla Bartok, Paul Hindemith et bien d'autres musiciens de renom des XIXe et XXe siècles s'y sont produits et de nombreuses œuvres de musiciens classiques russes comme Borodine, Moussorgski, Tchaïkovski, Rimski-Korsakov, Glazounov ont été créées ici. L'acoustique de la salle est excellente, mais jugée par certains comme n'étant pas la meilleure de la ville.

## Œuvres créées
- La Sonate pour piano no 1 de Dmitri Chostakovitch est créée par le compositeur lui-même au piano[3].

## Galerie

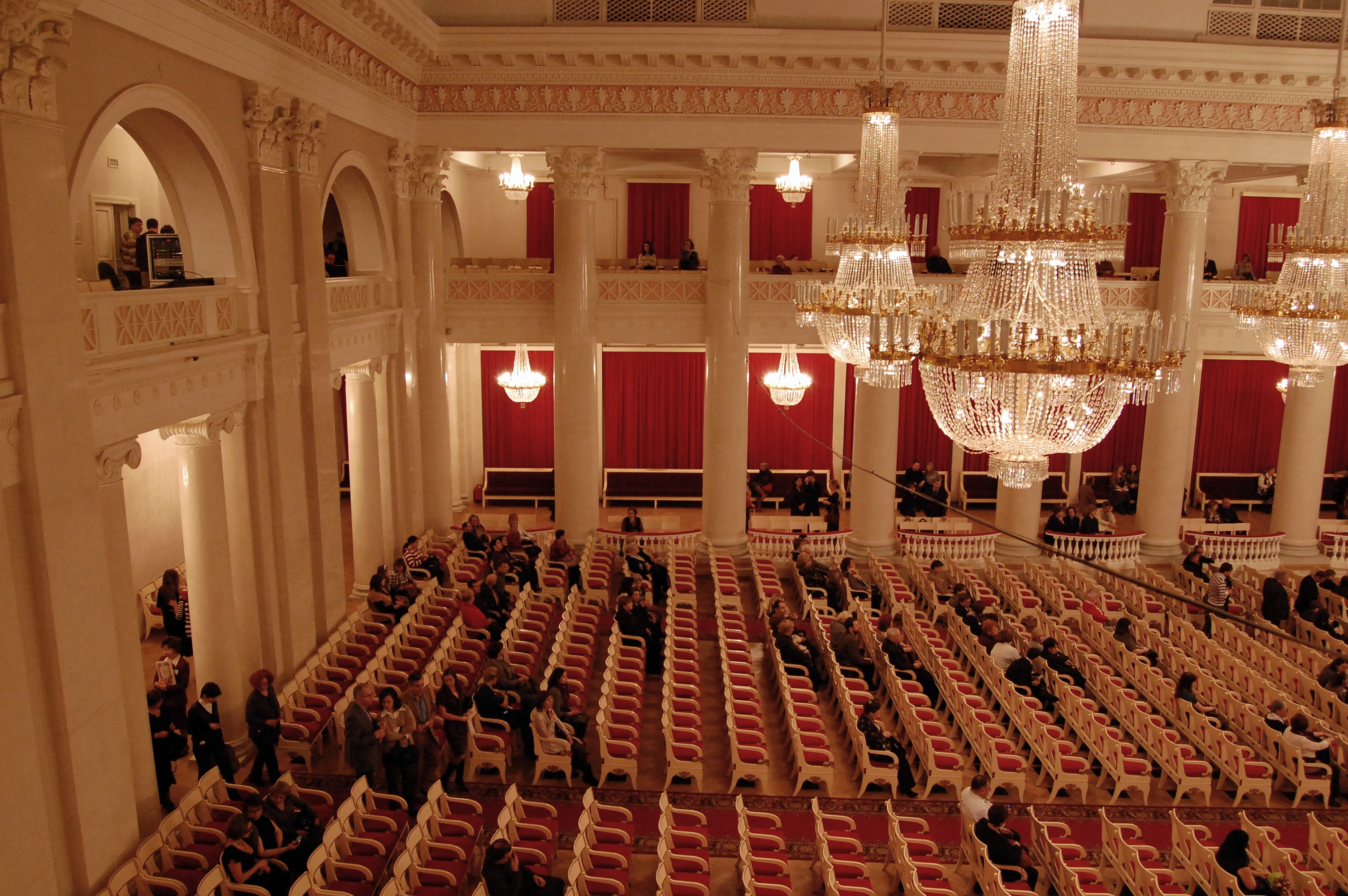
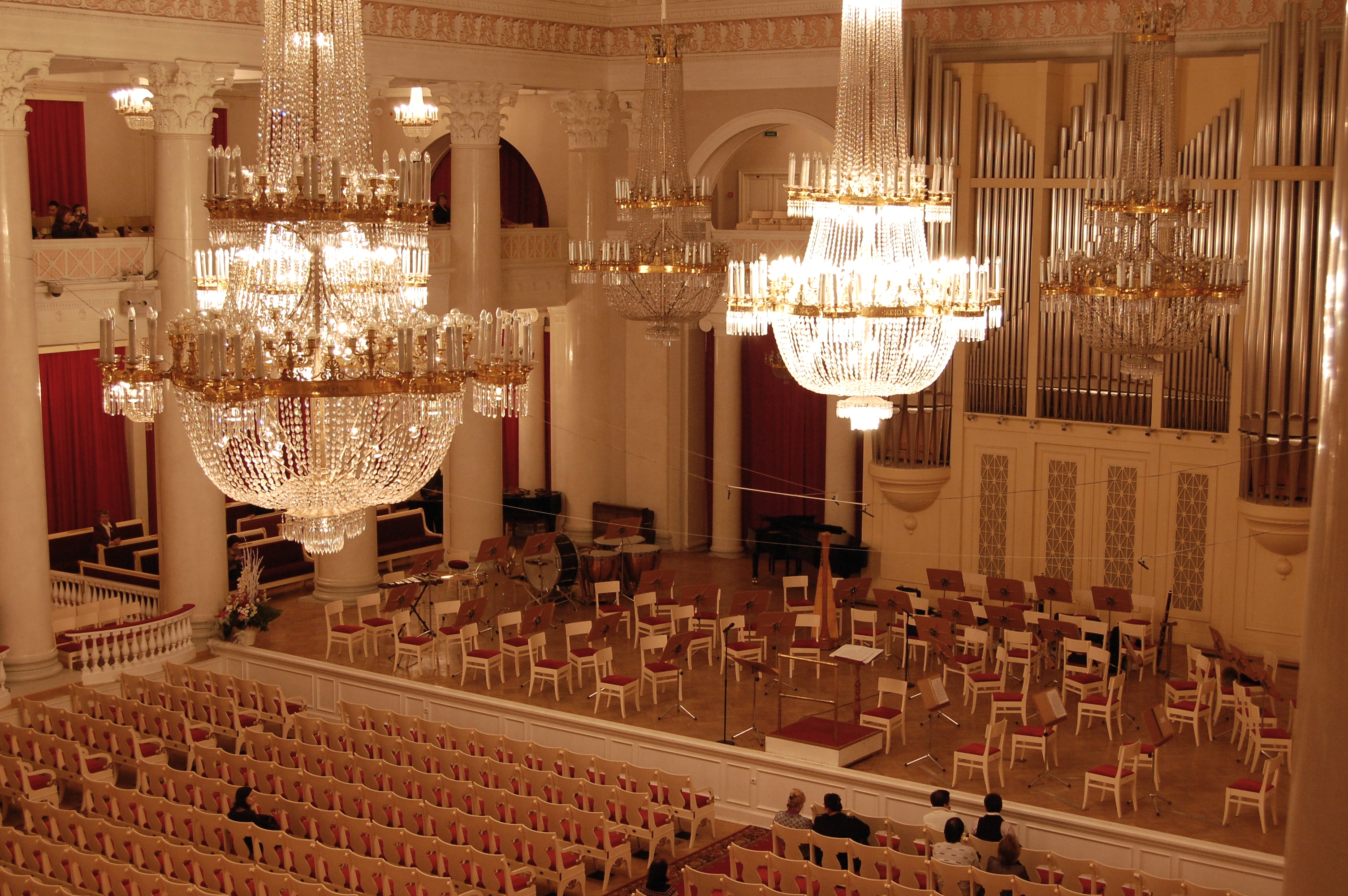
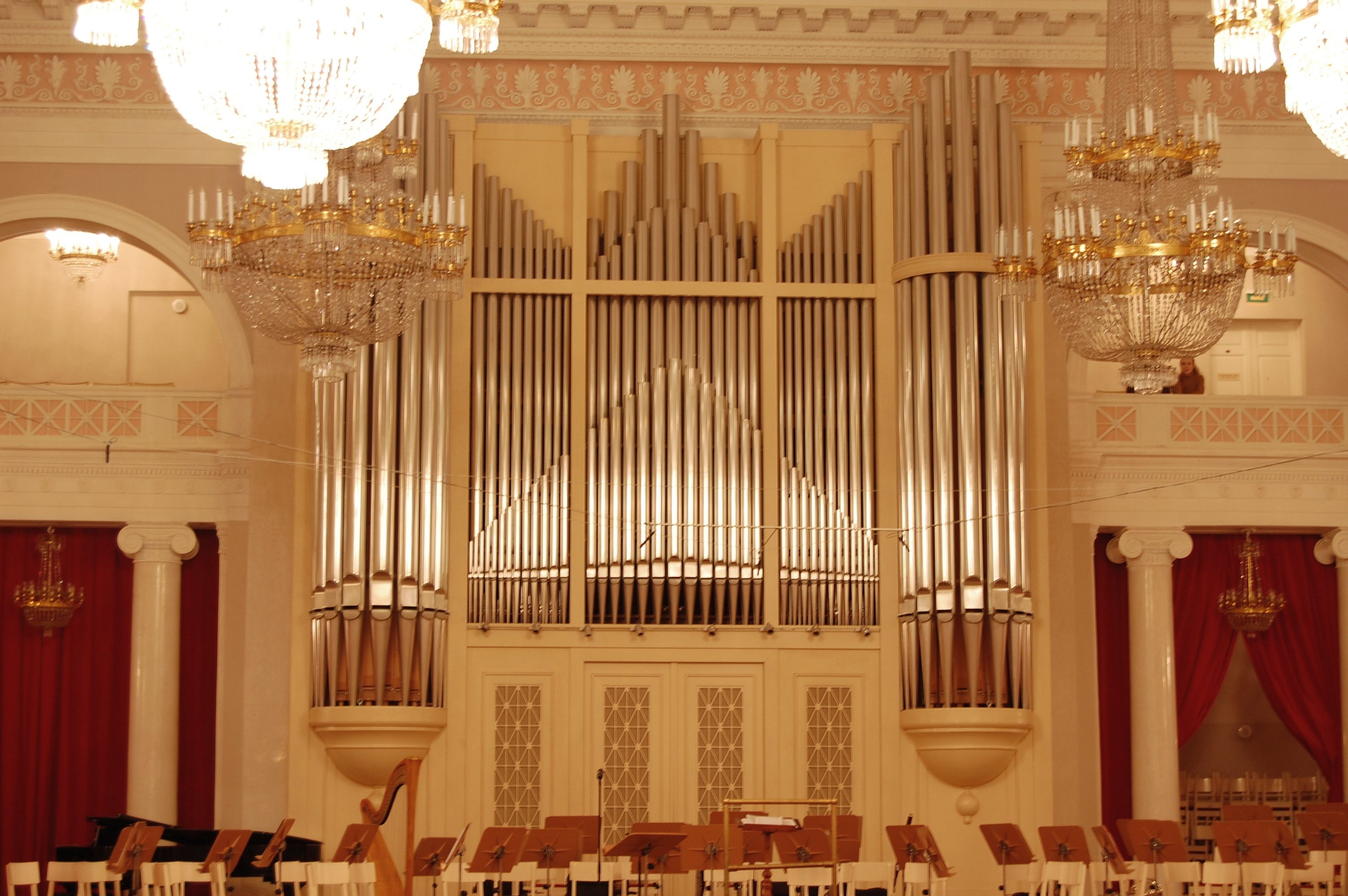
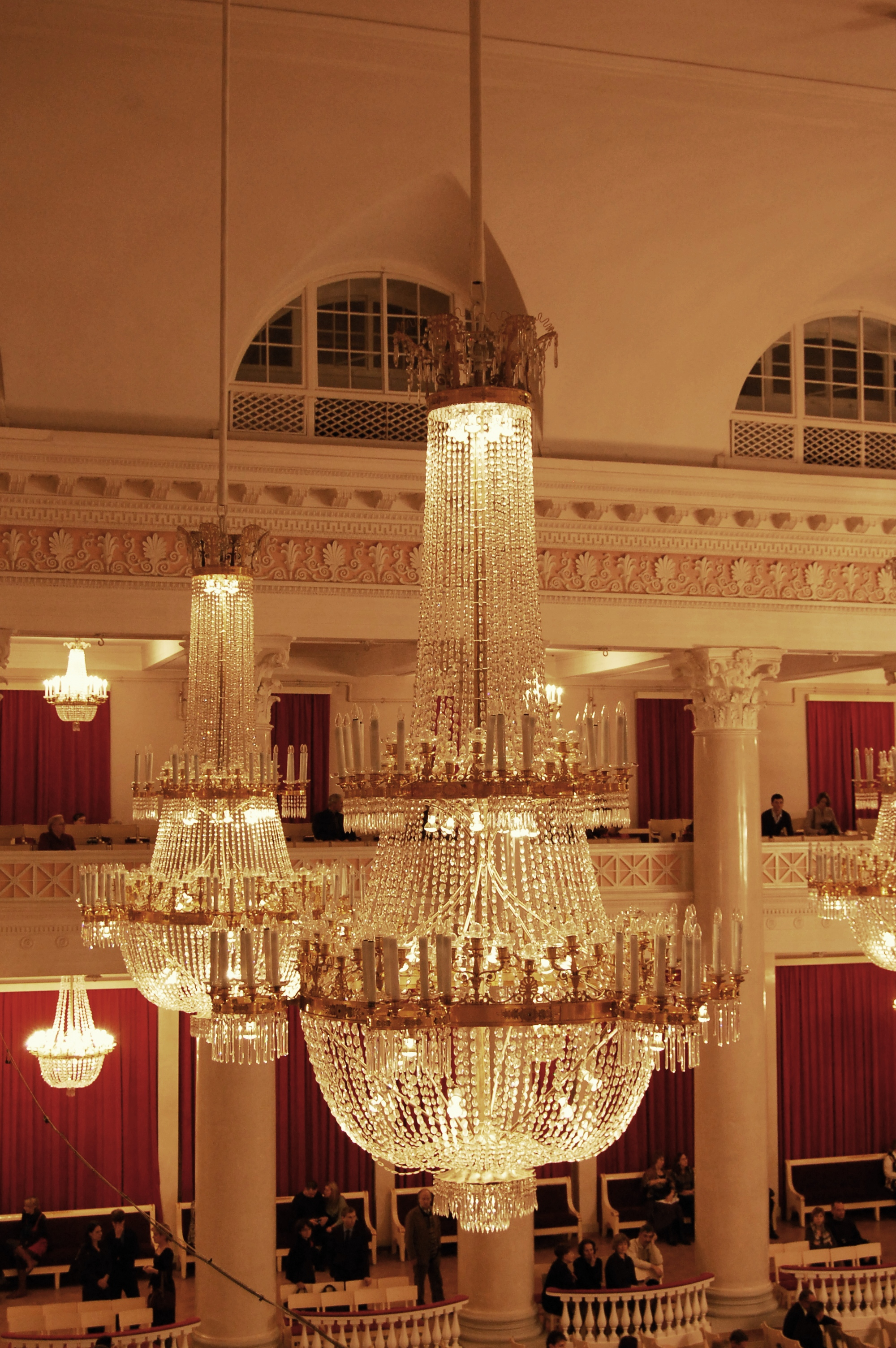
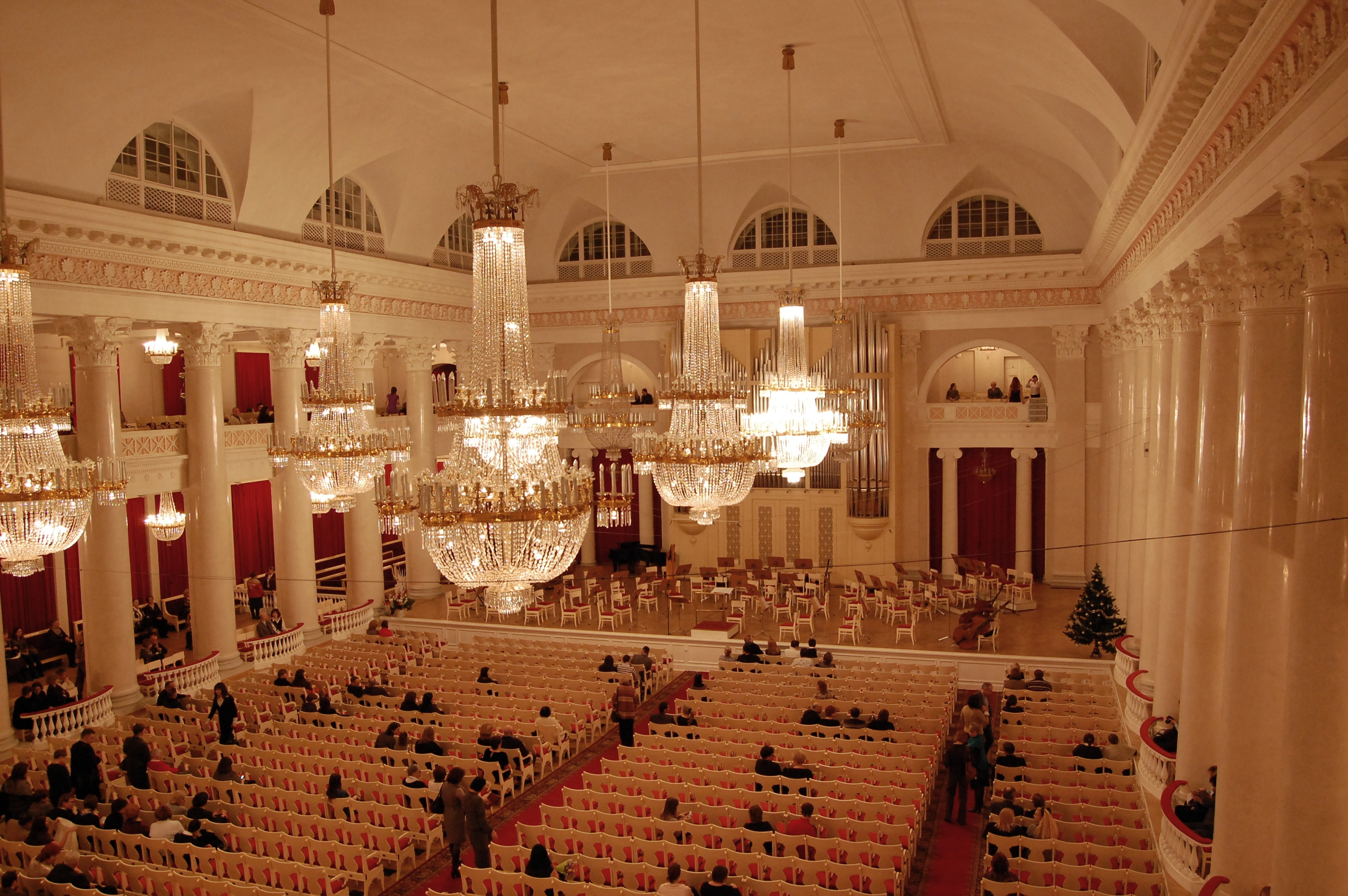
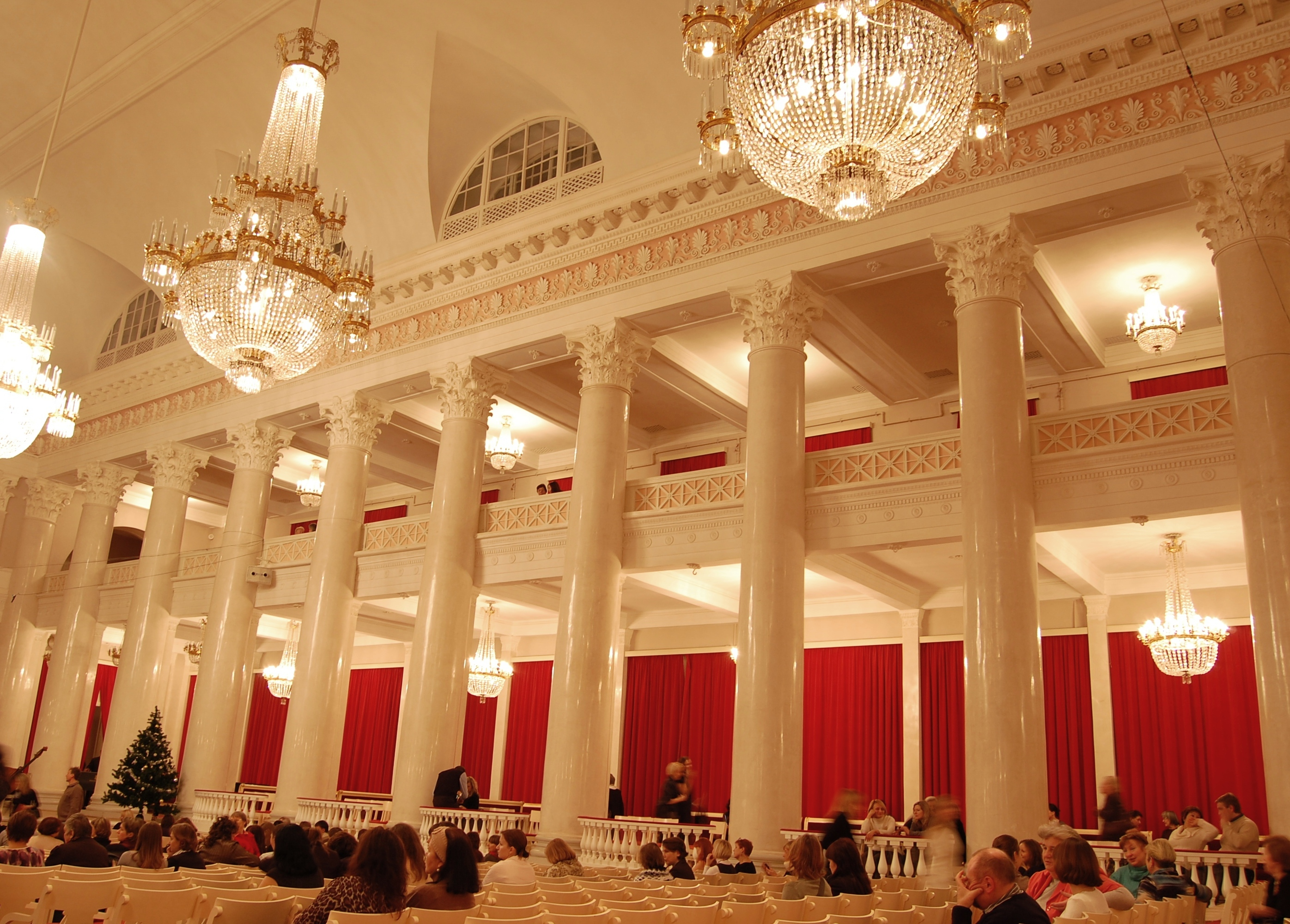

## Anecdotes
C'est une coutume établie dans la grande salle et d'ailleurs à Saint-Pétersbourg, pour un orchestre symphonique de jouer « L'Hymne à la grande ville », composé par Reinhold Glière, comme éloge de la défense héroïque du Siège de Léningrad, donné comme dernier morceau de rappel. À ce moment, le public est censé se tenir debout[réf. nécessaire].